# Acropora selago
Acropora selago là một loài san hô trong họ Acroporidae. Loài này được Studer mô tả khoa học năm 1878.